# Mistrzostwa Świata w Piłce Ręcznej Kobiet 2009 (eliminacje)
Kwalifikacje do Mistrzostw Świata w Piłce Ręcznej Kobiet 2009 miały na celu wyłonienie żeńskich reprezentacji narodowych w piłce ręcznej, które wystąpiły w finałach tego turnieju.

## Informacje ogólne
Turniej finałowy organizowanych przez IHF mistrzostw świata odbył się w Chinach w grudniu 2009 roku i wzięły w nim udział dwadzieścia cztery drużyny. Automatycznie do mistrzostw zakwalifikowała się reprezentacja Rosji jako mistrz świata z 2007 i Chiny jako organizator imprezy. O pozostałe 22 miejsca odbywały się kontynentalne kwalifikacje. Wolne miejsca zostały podzielone według następującego klucza geograficznego: Europie przydzielono 10 miejsc, Azji i Afryce przyznano cztery miejsca, Ameryce (Południowej wspólnie z Północną) przypadły trzy, a jedno Oceanii.

## Zakwalifikowane zespoły
| Kraj                     | Strefa kwalifikacyjna                | Mistrzostwa 2007 |
| ------------------------ | ------------------------------------ | ---------------- |
| Chiny                    | Gospodarz                            | 21. miejsce      |
| Rosja                    | Mistrz Świata 2007                   | Mistrzostwo      |
| Norwegia                 | Mistrzostwa Europy 2008 – 1. miejsce | 2. miejsce       |
| Hiszpania                | Mistrzostwa Europy 2008 – 2 miejsce  | 10. miejsce      |
| Węgry                    | Europa - Play-off                    | 8. miejsce       |
| Szwecja                  | Europa - Play-off                    | –                |
| Niemcy                   | Europa - Play-off                    | 3. miejsce       |
| Francja                  | Europa - Play-off                    | 5. miejsce       |
| Rumunia                  | Europa - Play-off                    | 4. miejsce       |
| Austria                  | Europa - Play-off                    | 16. miejsce      |
| Dania                    | Europa - Play-off                    | –                |
| Ukraina                  | Europa - Play-off                    | 13. miejsce      |
| Korea Południowa         | Mistrzostwa Azji 2008 – 1 miejsce    | 6. miejsce       |
| Japonia                  | Mistrzostwa Azji 2008 – 3 miejsce    | 19. miejsce      |
| Tajlandia                | Mistrzostwa Azji 2008 – 4 miejsce    | –                |
| Kazachstan               | Mistrzostwa Azji 2008 – 5 miejsce    | 18. miejsce      |
| Angola                   | Mistrzostwa Afryki 2008 – 1 miejsce  | 7. miejsce       |
| Wybrzeże Kości Słoniowej | Mistrzostwa Afryki 2008 – 2 miejsce  | –                |
| Kongo                    | Mistrzostwa Afryki 2008 – 3 miejsce  | 17. miejsce      |
| Tunezja                  | Mistrzostwa Afryki 2008 – 4 miejsce  | 15. miejsce      |
| Argentyna                | Mistrzostwa Ameryki 2009 – 1 miejsce | 20. miejsce      |
| Brazylia                 | Mistrzostwa Ameryki 2009 – 2 miejsce | 14. miejsce      |
| Chile                    | Mistrzostwa Ameryki 2009 – 3 miejsce | –                |
| Australia                | Mistrz Oceanii                       | 24. miejsce      |

## Eliminacje
| Kontynent | Związek | Miejsca   | Turniej                         | World Map IHF |
| Europa    | EHF     | 2 miejsca | Mistrzostwa Europy 2008         | World Map IHF |
| Europa    | EHF     | 8 miejsc  | Europejski turniej eliminacyjny | World Map IHF |
| Afryka    | CAHB    | 4 miejsca | Mistrzostwa Afryki 2008         | World Map IHF |
| Azja      | AHF     | 4 miejsca | Mistrzostwa Azji 2008           | World Map IHF |
| Ameryka   | PATHF   | 3 miejsca | Mistrzostwa Ameryki 2009        | World Map IHF |
| Oceania   | OHF     | 1 miejsce | Puchar Narodów Oceanii 2009     | World Map IHF |

## Europa
Chęć udziału w mistrzostwach świata wyraziły 33 europejskie federacje piłki ręcznej. Szesnaście z tych drużyn uczestniczyło w turnieju głównym ME, z którego dwa czołowe zespoły uzyskiwały bezpośredni awans, pozostałe 17 natomiast, podzielone na trzy grupy (jedna pięciozespołowa i dwie z sześcioma drużynami), rozgrywały turnieje o trzy miejsca uprawniające do udziału w fazie play-off. Zwycięzcy grup, a także trzynaście drużyn, które nie uzyskały awansu z mistrzostw kontynentu, podzielone na osiem par rozegrały pomiędzy sobą dwumecze o awans do turnieju głównego mistrzostw świata.

### Europejski turniej eliminacyjny – faza grupowa
Losowanie grup odbyło się 20 lipca 2008 roku w Wiedniu. W wyniku losowania utworzono trzy grupy, w których drużyny miały rywalizować systemem kołowym w dniach 25–30 listopada 2008 roku. Zwycięsko z rywalizacji wyszły reprezentacje Holandii, Czarnogóry i Słowacji.

#### Grupa A
| 25 listopada 200815:30 | Litwa | 35:32(14:15) | Czechy | Emmen Widzów: 300 Sędzia: Sarajlic, Vukusic |
| 25 listopada 200815:30 |       | 35:32(14:15) |        | Emmen Widzów: 300 Sędzia: Sarajlic, Vukusic |

| 25 listopada 200818:00 | Turcja | 40:29(23:14) | Grecja | Emmen Widzów: 200 Sędzia: Cohen, Peretz |
| 25 listopada 200818:00 |        | 40:29(23:14) |        | Emmen Widzów: 200 Sędzia: Cohen, Peretz |

| 25 listopada 200820:30 | Holandia | 37:21(18:12) | Wielka Brytania | Emmen Widzów: 400 Sędzia: Dimkova, Lyubenova |
| 25 listopada 200820:30 |          | 37:21(18:12) |                 | Emmen Widzów: 400 Sędzia: Dimkova, Lyubenova |

| 26 listopada 200815:30 | Grecja | 14:42(10:20) | Czechy | Emmen Widzów: 250 Sędzia: Dimkova, Lyubenova |
| 26 listopada 200815:30 |        | 14:42(10:20) |        | Emmen Widzów: 250 Sędzia: Dimkova, Lyubenova |

| 26 listopada 200818:00 | Litwa | 27:23(11:12) | Wielka Brytania | Emmen Widzów: 300 Sędzia: Cohen, Peretz |
| 26 listopada 200818:00 |       | 27:23(11:12) |                 | Emmen Widzów: 300 Sędzia: Cohen, Peretz |

| 26 listopada 200820:30 | Turcja | 23:25(12:11) | Holandia | Emmen Widzów: 700 Sędzia: Sarajlic, Vukusic |
| 26 listopada 200820:30 |        | 23:25(12:11) |          | Emmen Widzów: 700 Sędzia: Sarajlic, Vukusic |

| 28 listopada 200815:30 | Grecja | 33:45(15:24) | Litwa | Emmen Widzów: 200 Sędzia: Sarajlic, Vukusic |
| 28 listopada 200815:30 |        | 33:45(15:24) |       | Emmen Widzów: 200 Sędzia: Sarajlic, Vukusic |

| 28 listopada 200818:00 | Turcja | 22:14(9:7) | Wielka Brytania | Emmen Widzów: 400 Sędzia: Dimkova, Lyubenova |
| 28 listopada 200818:00 |        | 22:14(9:7) |                 | Emmen Widzów: 400 Sędzia: Dimkova, Lyubenova |

| 28 listopada 200820:30 | Czechy | 21:24(10:11) | Holandia | Emmen Widzów: 1200 Sędzia: Cohen, Peretz |
| 28 listopada 200820:30 |        | 21:24(10:11) |          | Emmen Widzów: 1200 Sędzia: Cohen, Peretz |

| 29 listopada 200814:00 | Turcja | 30:27(15:11) | Litwa | Emmen Widzów: 200 Sędzia: Cohen, Peretz |
| 29 listopada 200814:00 |        | 30:27(15:11) |       | Emmen Widzów: 200 Sędzia: Cohen, Peretz |

| 29 listopada 200816:30 | Wielka Brytania | 17:34(8:20) | Czechy | Emmen Widzów: 200 Sędzia: Dimkova, Lyubenova |
| 29 listopada 200816:30 |                 | 17:34(8:20) |        | Emmen Widzów: 200 Sędzia: Dimkova, Lyubenova |

| 29 listopada 200819:00 | Holandia | 37:20(20:10) | Grecja | Emmen Widzów: 600 Sędzia: Sarajlic, Vukusic |
| 29 listopada 200819:00 |          | 37:20(20:10) |        | Emmen Widzów: 600 Sędzia: Sarajlic, Vukusic |

| 30 listopada 200810:00 | Czechy | 26:27(14:14) | Turcja | Emmen Widzów: 200 Sędzia: Cohen, Peretz |
| 30 listopada 200810:00 |        | 26:27(14:14) |        | Emmen Widzów: 200 Sędzia: Cohen, Peretz |

| 30 listopada 200812:30 | Grecja | 23:25(11:10) | Wielka Brytania | Emmen Widzów: 400 Sędzia: Dimkova, Lyubenova |
| 30 listopada 200812:30 |        | 23:25(11:10) |                 | Emmen Widzów: 400 Sędzia: Dimkova, Lyubenova |

| 30 listopada 200815:00 | Holandia | 37:27(22:13) | Litwa | Emmen Widzów: 1600 Sędzia: Sarajlic, Vukusic |
| 30 listopada 200815:00 |          | 37:27(22:13) |       | Emmen Widzów: 1600 Sędzia: Sarajlic, Vukusic |

#### Grupa B
| 25 listopada 200814:00 | Włochy | 33:28(14:12) | Finlandia | Pljevlja Widzów: 300 Sędzia: Guseva, Vartanijan |
| 25 listopada 200814:00 |        | 33:28(14:12) |           | Pljevlja Widzów: 300 Sędzia: Guseva, Vartanijan |

| 25 listopada 200816:00 | Azerbejdżan | 31:26(18:10) | Bułgaria | Pljevlja Widzów: 400 Sędzia: Arntsen, Gullaksen |
| 25 listopada 200816:00 |             | 31:26(18:10) |          | Pljevlja Widzów: 400 Sędzia: Arntsen, Gullaksen |

| 25 listopada 200818:00 | Czarnogóra | 32:22(16:14) | Słowenia | Pljevlja Widzów: 1700 Sędzia: Horáček, Novotný |
| 25 listopada 200818:00 |            | 32:22(16:14) |          | Pljevlja Widzów: 1700 Sędzia: Horáček, Novotný |

| 26 listopada 200814:00 | Azerbejdżan | 28:25(17:10) | Włochy | Pljevlja Widzów: 200 Sędzia: Horáček, Novotný |
| 26 listopada 200814:00 |             | 28:25(17:10) |        | Pljevlja Widzów: 200 Sędzia: Horáček, Novotný |

| 26 listopada 200816:00 | Bułgaria | 20:31(9:14) | Słowenia | Pljevlja Widzów: 400 Sędzia: Guseva, Vartanijan |
| 26 listopada 200816:00 |          | 20:31(9:14) |          | Pljevlja Widzów: 400 Sędzia: Guseva, Vartanijan |

| 26 listopada 200818:00 | Czarnogóra | 37:24(16:12) | Finlandia | Pljevlja Widzów: 1700 Sędzia: Arntsen, Gullaksen |
| 26 listopada 200818:00 |            | 37:24(16:12) |           | Pljevlja Widzów: 1700 Sędzia: Arntsen, Gullaksen |

| 28 listopada 200814:00 | Azerbejdżan | 31:25(18:11) | Finlandia | Pljevlja Widzów: 200 Sędzia: Arntsen, Gullaksen |
| 28 listopada 200814:00 |             | 31:25(18:11) |           | Pljevlja Widzów: 200 Sędzia: Arntsen, Gullaksen |

| 28 listopada 200816:00 | Słowenia | 29:24(15:12) | Włochy | Pljevlja Widzów: 400 Sędzia: Horáček, Novotný |
| 28 listopada 200816:00 |          | 29:24(15:12) |        | Pljevlja Widzów: 400 Sędzia: Horáček, Novotný |

| 28 listopada 200818:00 | Bułgaria | 21:40(8:19) | Czarnogóra | Pljevlja Widzów: 1700 Sędzia: Guseva, Vartanijan |
| 28 listopada 200818:00 |          | 21:40(8:19) |            | Pljevlja Widzów: 1700 Sędzia: Guseva, Vartanijan |

| 29 listopada 200814:00 | Włochy | 29:27(13:14) | Bułgaria | Pljevlja Widzów: 100 Sędzia: Guseva, Vartanijan |
| 29 listopada 200814:00 |        | 29:27(13:14) |          | Pljevlja Widzów: 100 Sędzia: Guseva, Vartanijan |

| 29 listopada 200816:00 | Finlandia | 26:36(15:15) | Słowenia | Pljevlja Widzów: 200 Sędzia: Guseva, Vartanijan |
| 29 listopada 200816:00 |           | 26:36(15:15) |          | Pljevlja Widzów: 200 Sędzia: Guseva, Vartanijan |

| 29 listopada 200818:00 | Azerbejdżan | 20:41(12:21) | Czarnogóra | Pljevlja Widzów: 1700 Sędzia: Horáček, Novotný |
| 29 listopada 200818:00 |             | 20:41(12:21) |            | Pljevlja Widzów: 1700 Sędzia: Horáček, Novotný |

| 30 listopada 200810:00 | Bułgaria | 27:30(12:13) | Finlandia | Pljevlja Widzów: 100 Sędzia: Horáček, Novotný |
| 30 listopada 200810:00 |          | 27:30(12:13) |           | Pljevlja Widzów: 100 Sędzia: Horáček, Novotný |

| 30 listopada 200812:00 | Włochy | 28:32(14:20) | Czarnogóra | Pljevlja Widzów: 1500 Sędzia: Guseva, Vartanijan |
| 30 listopada 200812:00 |        | 28:32(14:20) |            | Pljevlja Widzów: 1500 Sędzia: Guseva, Vartanijan |

| 30 listopada 200814:00 | Słowenia | 25:27(12:13) | Azerbejdżan | Pljevlja Widzów: 100 Sędzia: Arntsen, Gullaksen |
| 30 listopada 200814:00 |          | 25:27(12:13) |             | Pljevlja Widzów: 100 Sędzia: Arntsen, Gullaksen |

#### Grupa C
| 25 listopada 200817:30 | Słowacja | 33:27(17:11) | Szwajcaria | Dąbrowa Górnicza Widzów: 100 Sędzia: Ünlü, Simsek |
| 25 listopada 200817:30 |          | 33:27(17:11) |            | Dąbrowa Górnicza Widzów: 100 Sędzia: Ünlü, Simsek |

| 25 listopada 200820:00 | Łotwa | 14:48(3:23) | Polska | Dąbrowa Górnicza Widzów: 700 Sędzia: Cvetko, Kavalar |
| 25 listopada 200820:00 |       | 14:48(3:23) |        | Dąbrowa Górnicza Widzów: 700 Sędzia: Cvetko, Kavalar |

| 26 listopada 200817:30 | Islandia | 37:27(18:11) | Łotwa | Dąbrowa Górnicza Widzów: 200 Sędzia: Ünlü, Simsek |
| 26 listopada 200817:30 |          | 37:27(18:11) |       | Dąbrowa Górnicza Widzów: 200 Sędzia: Ünlü, Simsek |

| 26 listopada 200820:00 | Polska | 26:31(11:17) | Słowacja | Dąbrowa Górnicza Widzów: 1000 Sędzia: Cvetko, Kavalar |
| 26 listopada 200820:00 |        | 26:31(11:17) |          | Dąbrowa Górnicza Widzów: 1000 Sędzia: Cvetko, Kavalar |

| 27 listopada 200820:00 | Szwajcaria | 30:41(14:20) | Islandia | Dąbrowa Górnicza Widzów: 100 Sędzia: Ünlü, Simsek |
| 27 listopada 200820:00 |            | 30:41(14:20) |          | Dąbrowa Górnicza Widzów: 100 Sędzia: Ünlü, Simsek |

| 28 listopada 200817:30 | Słowacja | 39:20(18:9) | Łotwa | Dąbrowa Górnicza Widzów: 200 Sędzia: Cvetko, Kavalar |
| 28 listopada 200817:30 |          | 39:20(18:9) |       | Dąbrowa Górnicza Widzów: 200 Sędzia: Cvetko, Kavalar |

| 28 listopada 200820:00 | Szwajcaria | 26:34(17:16) | Polska | Dąbrowa Górnicza Widzów: 2000 Sędzia: Ünlü, Simsek |
| 28 listopada 200820:00 |            | 26:34(17:16) |        | Dąbrowa Górnicza Widzów: 2000 Sędzia: Ünlü, Simsek |

| 29 listopada 200820:00 | Islandia | 23:27(12:14) | Słowacja | Dąbrowa Górnicza Widzów: 200 Sędzia: Cvetko, Kavalar |
| 29 listopada 200820:00 |          | 23:27(12:14) |          | Dąbrowa Górnicza Widzów: 200 Sędzia: Cvetko, Kavalar |

| 30 listopada 200817:30 | Łotwa | 20:28(6:12) | Szwajcaria | Dąbrowa Górnicza Widzów: 100 Sędzia: Ünlü, Simsek |
| 30 listopada 200817:30 |       | 20:28(6:12) |            | Dąbrowa Górnicza Widzów: 100 Sędzia: Ünlü, Simsek |

| 30 listopada 200820:00 | Polska | 33:32(19:14) | Islandia | Dąbrowa Górnicza Widzów: 1000 Sędzia: Cvetko, Kavalar |
| 30 listopada 200820:00 |        | 33:32(19:14) |          | Dąbrowa Górnicza Widzów: 1000 Sędzia: Cvetko, Kavalar |

### Mistrzostwa Europy w Piłce Ręcznej Kobiet 2008
Kwalifikację na mistrzostwa świata uzyskały dwie najlepsze, prócz Rosji, która miała już zapewniony awans, drużyny Mistrzostw Europy 2008, które odbyły się w dniach 2-14 grudnia 2008 roku w Macedonii. Okazały się nimi Norweżki i Hiszpanki.

### Europejski turniej eliminacyjny – faza play-off
W tej fazie rozgrywek wzięło udział szesnaście reprezentacji narodowych – trzynaście drużyn uczestniczących w mistrzostwach kontynentu, które dotychczas nie uzyskały awansu, oraz czterech zwycięzców grup w fazie grupowej eliminacji. Losowanie ośmiu par odbyło się w Skopju 14 grudnia 2008 roku. Spotkania zostały zaplanowane na 6–7 i 13–14 czerwca 2009 roku.
| 6 czerwca 200916:00 | Białoruś | 31:32(14:18) | Rumunia | Mohylew Widzów: 1400 Sędzia: Johansson, Kliko |
| 6 czerwca 200916:00 |          | 31:32(14:18) |         | Mohylew Widzów: 1400 Sędzia: Johansson, Kliko |

| 6 czerwca 200917:00 | Portugalia | 21:38(8:18) | Dania | Peso da Régua Widzów: 600 Sędzia: Opava, Valek |
| 6 czerwca 200917:00 |            | 21:38(8:18) |       | Peso da Régua Widzów: 600 Sędzia: Opava, Valek |

| 6 czerwca 200917:00 | Ukraina | 27:21(12:9) | Holandia | Użhorod Widzów: 800 Sędzia: Andersen, Sodal |
| 6 czerwca 200917:00 |         | 27:21(12:9) |          | Użhorod Widzów: 800 Sędzia: Andersen, Sodal |

| 6 czerwca 200920:00 | Słowacja | 21:22(9:11) | Węgry | Partizánske Widzów: 1100 Sędzia: Maric, Masic |
| 6 czerwca 200920:00 |          | 21:22(9:11) |       | Partizánske Widzów: 1100 Sędzia: Maric, Masic |

| 7 czerwca 200917:30 | Szwecja | 24:17(13:11) | Czarnogóra | Skövde Widzów: 1800 Sędzia: Raluy Lopez, Sabroso Ramirez |
| 7 czerwca 200917:30 |         | 24:17(13:11) |            | Skövde Widzów: 1800 Sędzia: Raluy Lopez, Sabroso Ramirez |

| 7 czerwca 200918:30 | Chorwacja | 27:23(12:11) | Francja | Kutina Widzów: 1200 Sędzia: Gousko, Repkin |
| 7 czerwca 200918:30 |           | 27:23(12:11) |         | Kutina Widzów: 1200 Sędzia: Gousko, Repkin |

| 7 czerwca 200920:00 | Serbia | 24:29(10:16) | Niemcy | Zaječar Widzów: 2200 Sędzia: Stolarovs, Licis |
| 7 czerwca 200920:00 |        | 24:29(10:16) |        | Zaječar Widzów: 2200 Sędzia: Stolarovs, Licis |

| 7 czerwca 200920:15 | Macedonia Północna | 32:28(13:13) | Austria | Skopje Widzów: 3200 Sędzia: Guseva, Vartanyan |
| 7 czerwca 200920:15 |                    | 32:28(13:13) |         | Skopje Widzów: 3200 Sędzia: Guseva, Vartanyan |

| 12 czerwca 200920:22 | Austria | 25:34(10:17) | Macedonia Północna | Innsbruck Widzów: 800 Sędzia: Rakytina, Tkachuk |
| 12 czerwca 200920:22 |         | 25:34(10:17) |                    | Innsbruck Widzów: 800 Sędzia: Rakytina, Tkachuk |

| 13 czerwca 200915:45 | Niemcy | 19:22(9:9) | Serbia | Hamburg Widzów: 8500 Sędzia: Mazeika, Gatelis |
| 13 czerwca 200915:45 |        | 19:22(9:9) |        | Hamburg Widzów: 8500 Sędzia: Mazeika, Gatelis |

| 13 czerwca 200920:00 | Rumunia | 32:38(16:22) | Białoruś | Bukareszt Widzów: 3500 Sędzia: Krstic, Ljubic |
| 13 czerwca 200920:00 |         | 32:38(16:22) |          | Bukareszt Widzów: 3500 Sędzia: Krstic, Ljubic |

| 13 czerwca 200920:05 | Dania | 22:41(7:17) | Portugalia | Aarhus Widzów: 2800 Sędzia: Horváth, Marton |
| 13 czerwca 200920:05 |       | 22:41(7:17) |            | Aarhus Widzów: 2800 Sędzia: Horváth, Marton |

| 14 czerwca 200914:00 | Holandia | 30:27(14:15) | Ukraina | Rotterdam Widzów: 1500 Sędzia: Geipel, Helbig |
| 14 czerwca 200914:00 |          | 30:27(14:15) |         | Rotterdam Widzów: 1500 Sędzia: Geipel, Helbig |

| 14 czerwca 200915:00 | Francja | 24:32(11:15) | Chorwacja | Lyon Widzów: 5000 Sędzia: Brunovsky, Canda |
| 14 czerwca 200915:00 |         | 24:32(11:15) |           | Lyon Widzów: 5000 Sędzia: Brunovsky, Canda |

| 14 czerwca 200918:00 | Węgry | 33:22(18:11) | Słowacja | Nyíregyháza Widzów: 2300 Sędzia: Hintenaus, Schneider |
| 14 czerwca 200918:00 |       | 33:22(18:11) |          | Nyíregyháza Widzów: 2300 Sędzia: Hintenaus, Schneider |

| 14 czerwca 200920:15 | Czarnogóra | 28:28(12:12) | Szwecja | Pljevlja Widzów: 2000 Sędzia: Cacador, Nicolau |
| 14 czerwca 200920:15 |            | 28:28(12:12) |         | Pljevlja Widzów: 2000 Sędzia: Cacador, Nicolau |

## Afryka
Turniejem kwalifikacyjnym w Afryce były mistrzostwa tego kontynentu, które odbyły się w dniach 8–17 stycznia 2008 roku. Awans na mistrzostwa świata uzyskali jego półfinaliści: Angola, Wybrzeże Kości Słoniowej, Kongo i Tunezja.

## Ameryka
Pierwszą rundą amerykańskich eliminacji były turniej kwalifikacyjny, który odbył się w listopadzie 2008 roku w Meksyku. Dwie pierwsze drużyny z tego turnieju awansowały do rozegranego w dniach 23–27 czerwca 2009 roku turnieju głównego Mistrzostw Ameryki 2009, z którego trzy najlepsze zespoły otrzymywały prawo gry w mistrzostwach świata. Awans uzyskały medalistki turnieju: Argentyna, Brazylia i Chile.

## Azja
Turniejem kwalifikacyjnym w Azji były mistrzostwa tego kontynentu, które odbyły się w dniach 21–30 listopada 2008 roku w Bangkoku. Awans na mistrzostwa świata uzyskały cztery najlepsze prócz Chin zespoły: Korea Południowa, Japonia, Tajlandia i Kazachstan.

## Oceania
Awans na mistrzostwa świata z Pucharu Narodów Oceanii, który odbył się w Brisbane w dniach 25–30 maja 2009 roku, uzyskała Australia.